# Isaac Spivak
Isaac Spivak (în ebraică ‏יצחק ספיבק, în rusă Ицхак Спивак, transliterat: Ițhak Spivak; n. 1 martie 1886, Orhei, gubernia Basarabia, Imperiul Rus – d. 13 martie 1977, Ramat Gan, Israel) a fost un evreu basarabean, scriitor, poet și traducător israelian. A scris preponderent în ebraică.

## Biografie
S-a născut în orașul Orhei din același ținut, gubernia Basarabia (Imperiul Rus), în familia cultivatorilor de tutun, Ușer și Șprinți Spivak. După moartea mamei sale, a fost crescut în casa bunicului său Idl-Moișe. A studiat la heder și la o ieșiva hasidică împreună cu viitorul profesor și economist Veniamin Mișkis. A lucrat ca profesor de limba ebraică în colonia agricolă evreiască din Dumbrăveni, apoi la Călărași și Chișinău. A absolvit cursurile de predare din Grodno. În 1910 s-a stabilit la Odesa, unde a început să publice atât lucrări proprii pentru copii, cât și traduceri ale romanelor de aventuri ale lui Jules Verne, Thomas Mayne Reid, basme ale fraților Grimm.
În 1919 a emigrat în Palestina mandatară. Acolo a lucrat ca profesor la „școala Lemmel” (בית הספר למל) din Ierusalim, ulterior a predat la Universitatea Ebraică.
A tradus în ebraică din idiș și rusă poeziile lui Semion Frug, poveștile lui Zolmen Rozental, Lev Tolstoi etc. În 1959, a publicat o carte în memoria evreilor din Orhei. Ultimii ani ai vieții i-a trăit în Ramat Gan.